# Rushmore-hegy

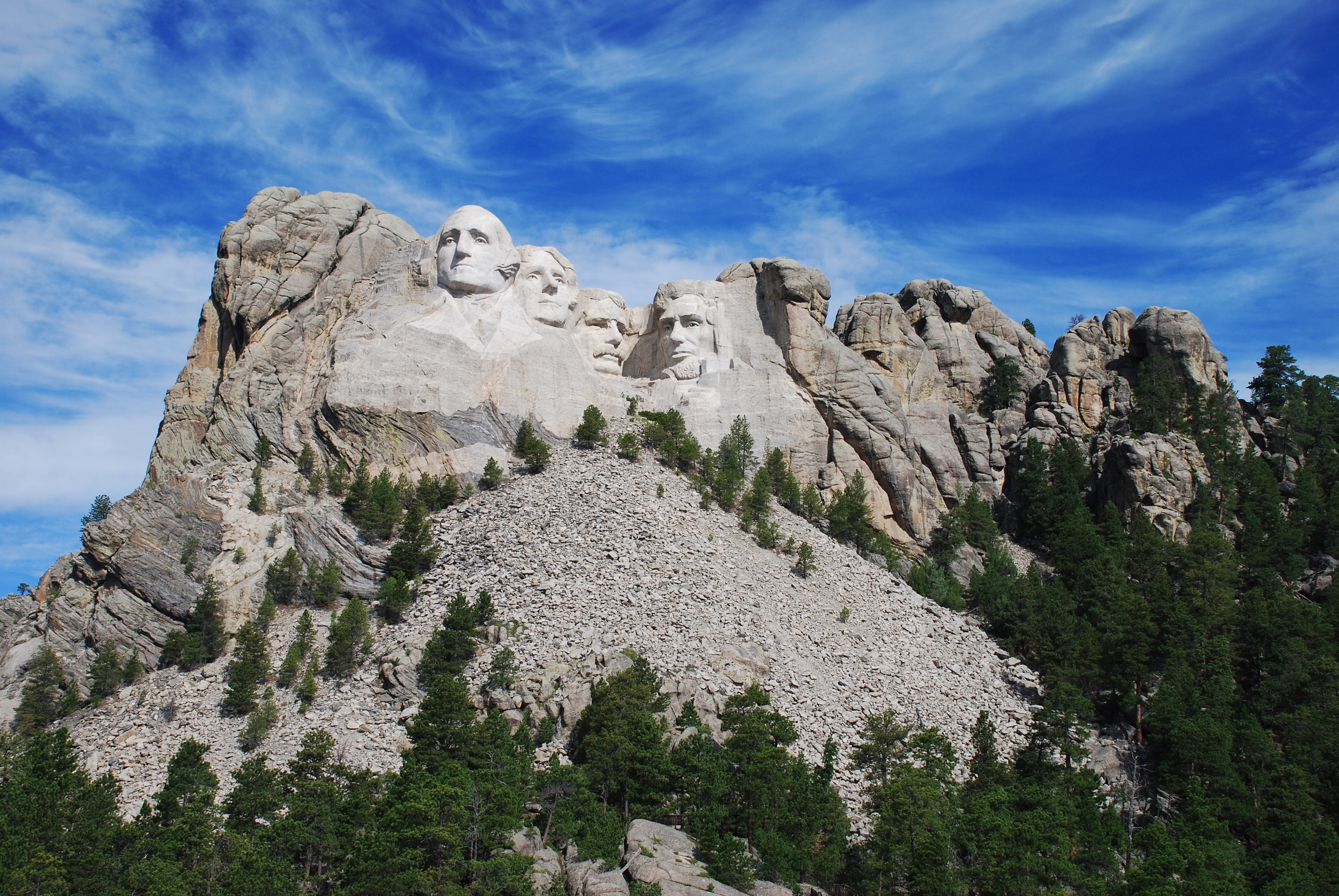
A szoborcsoport

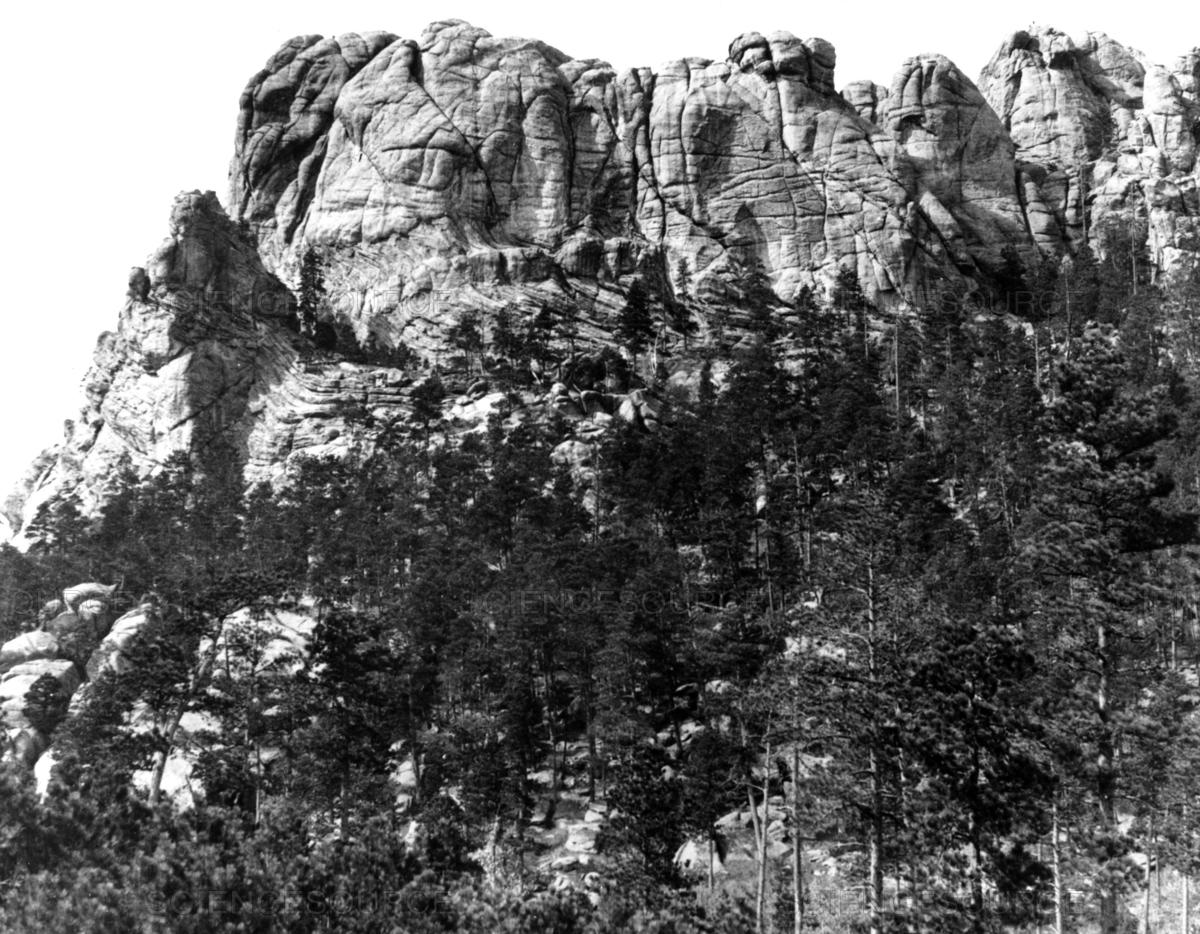
A 20. század eleji állapot

A Rushmore-hegy (angolul: Mount Rushmore) az amerikai Dél-Dakota államban található. Eredetileg az őslakos sziúk szent helye volt, lakota neve Tunkasila Sakpe, azaz Hat Nagyapa. Később az Amerikai Egyesült Államok nemzeti emlékhelyet és szoborcsoportot épített a hegy egy részéből, ami 1927 és 1941 között (azaz 14 év alatt) készült el. A hegy oldalába négy nagy amerikai elnök arcmását vésték: az elsőt, George Washingtont, a harmadikat, Thomas Jeffersont, a tizenhatodikat, Abraham Lincolnt és a huszonhatodikat, Theodore Rooseveltet. (Az arcok sorrendben balról jobbra: Washington, Jefferson, Roosevelt, Lincoln) Az eredeti tervek szerint az alakokat derékig ábrázolták volna, de finanszírozási gondok miatt csak a jelenleg látható arcok készültek el.

## A kezdetek
Az emlékhely ötlete Doane Robinsontól, egy dél-dakotai történésztől származik. 1923-ban jött a gondolat, hogy a Tűhegyekből, amely a Fekete-hegyekben található, nagy vadnyugati hősök szobrait faragják ki, mint például William Frederick "Buffalo Bill" Codyt. John Gutzon Borglum (1867–1941), dán származású szobrász, aki a terveken dolgozott, úgy vélte, hogy sem a helyszín, sem az alakok nem megfelelőek. Az volt a véleménye, hogy egy ilyen monumentális vállalkozásnak országos jelentőségűnek kell lennie.

## A munka

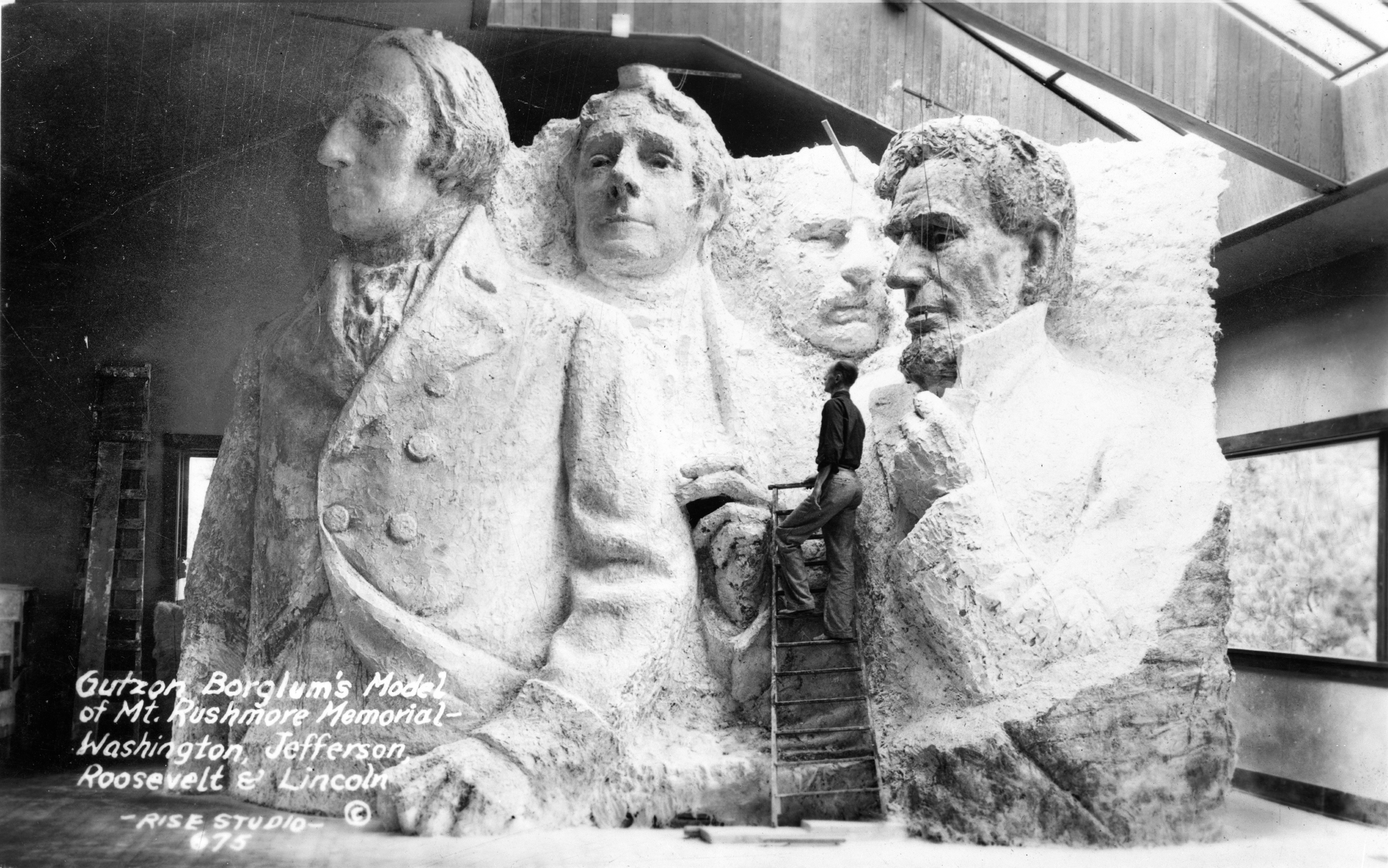
Borglum korai modellje a tervezett kompozícióról 1936 körül

Borglum az 1745 m magas Rushmore-hegyet választotta a mű kivitelezéséhez, finomszemcsés gránitja miatt. A megfelelő kőzet megtalálásához mégis több méternyi követ kellett lerobbantani. Roosevelthez, akinek a feje leghátrébb található, 37 m-t kellett faragni a sziklába. A munkálatok során mintegy 450 000 tonna követ hasítottak le a hegyről. A szobrász úgy döntött, egyenként készíti el a fejeket, nem pedig egyszerre dolgozik mindegyiken, mert így egymáshoz és a környezethez is illesztheti azokat. Borglum 1:12 méretarányú gipszmakettet készített. A fejek tetejére egy fokbeosztású lapot helyezett. Közepére egy forgatható acélrudat szerelt, ezen pedig egy letekerhető mérőón lógott, ezzel a szerkezettel jelölték ki a helyszínen a faragási területet. A szobrász ezt a műszert kijelölőmércének hívta, míg a munkásokat, akik ebben segítettek neki kijelölőknek.
Miután meghatározták a faragási területet, kirobbantották a sziklából a felesleges részeket. Az egész munka nagy részét dinamittal végezték, csak az apróbb részletekhez használtak fúrót. Ennek két fő oka volt. Az egyik, hogy a dinamittal könnyebben lehetett megalkotni az arcok fő vonásait, a másik, hogy a szikla tetejéről 70–80 m-es magasságban nagyon nehéz volt a légfúróval dolgozni.

## A végeredmény
A négy fej mindegyike 18 m magas, az orrok átlagban 6 m hosszúak. A szájak 5,5 m, a szemek pedig 3,5 m szélesek. Ahhoz, hogy az arcok ekkora méretben is ilyen jól mutassanak, óriási mérnöki tudás szükséges. Borglum nem sokkal műve befejezése előtt, 1941. március 6-án meghalt. Így sosem láthatta teljesen készen művét. A munkálatokat fia, Lincoln Borglum (1912–1986) fejezte be, aki már 15 évesen is segített apjának, kijelölőként.
A költségek megszaladása miatt felhagytak a szoboralakok tervezett felsőtestének megformázásával, egyedül a legelőrébb lévő Washington galléros öltözékét lehet felismerni, illetve kivehető még a jobb szélen helyet foglaló Lincoln bal kezének felső része, amit a tervek szerint ruhájának hajtókájára kulcsolt volna. A munka során keletkezett törmelék azóta is látványos kupacként terül el a dombormű alatt.

## Indián szent hely
Miközben a szoborcsoport a telepesek egyik nemzeti szimbólumává vált, az indián őslakosság számára a Fekete-hegyek a mai napig az egyik indián szent helynek számítanak. A sziú indiánok számára az 1860-as években kialakított rezervátumnak még részét képezték a Fekete-hegyek, egészen addig, míg az 1870-es években aranyat nem találtak ott, akkor az amerikai kormány leválasztotta a Fekete-hegyek egy részét a rezervátumról, köztük a későbbi szoborcsoportnak helyet adó hegyszakaszt is. Doane Robinson történész eredeti terve szerint az elnökök mellett amerikai pionírok és őslakos indián vezetők arcát is tartalmazta volna a szoborcsoport, de ezt későbbiekben elvetették. A sziú indiánok képviselői ezért a szoborcsoporttal kapcsolatban a mai napig a következő aggályokat fogalmazták meg: azon a területen készült, melyet utólag vett el tőlük az amerikai kormány; a Fekete-hegyek indián szent hely; a szoborcsoport azon telepes fehérek vezetőinek állít emléket, akik rengeteg indián haláláért felelősek. Az indián őslakosok képviselőinek nyomására 2012-ben az ENSZ emberjogi képviselői azt javasolták az amerikai kormánynak, hogy adják vissza az indián őslakosoknak a Rushmore-hegyet, benne az emlékművet, de ez eddig még nem valósult meg.